# Alphonse Henri d'Hautpoul
Pour les articles homonymes, voir Hautpoul.
Alphonse d'Hautpoul, né le 4 janvier 1789 à Versailles et mort le 27 juillet 1865 à Saint-Papoul, est un général qui a exercé les charges de ministre de la Guerre et de chef du gouvernement français du 31 octobre 1849 au 22 octobre 1850. Nommé par le Président de la République Louis-Napoléon Bonaparte après la Révolution de 1848, il fut l'un des acteurs de la marche vers le régime impérial.

## Biographie
Membre de la famille d'Hautpoul, il est le fils de Jean-Henri d'Hautpoul et d'Anne-Henriette Élisabeth Foucaud d'Alzon.
Admis comme élève à l'École militaire de Fontainebleau le 22 octobre 1803, il est envoyé comme sous-lieutenant au 59e régiment le 10 octobre 1806, et fait, en cette qualité, la campagne d'Allemagne cette même année en Prusse et en Pologne et celle de 1807 en Pologne. Nommé lieutenant le 27 octobre 1808, il est envoyé en Espagne l'année suivante où il participe, avec distinction, aux campagnes de 1808, 1809, 1810 et 1812 et sert également au Portugal ; il avait été nommé adjudant-major le 2 mars 1811 et capitaine le 11 octobre de la même année.
Le 22 juillet 1812, il combat avec la plus grande valeur à la bataille des Arapiles, est blessé d'un coup de baïonnette au bras droit et d'un coup de feu à la hanche, avant d'être fait prisonnier le même jour par les Anglais, à peu de distance de Salamanque.
Rentré des prisons de l'ennemi le 30 mai 1814, il est promu, le 4 février 1815, au grade de chef de bataillon, employé à l'armée royale du Midi, le 8 avril, en qualité de major attaché à l'état-major du duc d'Angoulême. Nommé le 4 juillet suivant, colonel d'état-major et le 11 octobre, colonel de la légion de l'Aude (41e de ligne), d'où il passe, le 2 octobre 1823, au 3e régiment d'infanterie de la Garde royale avec le rang de maréchal de camp, (mais ce titre ne lui est accordé que le 29 octobre 1828). La même année, il prend part à la campagne d'Espagne en 1823 et est élevé au grade de général de brigade en 1828. Du 28 mars au 4 août 1830, il exerce les fonctions de directeur de l'administration de la guerre.
Sous la monarchie de Juillet, il est député de l'Aude de 1830 à 1838. Il sera également conseiller général du canton de Fanjeaux de 1852 à 1861.
Il est promu au grade de lieutenant général le 26 avril 1841, participe aux campagnes de 1841 et 1842 en Algérie.
Il devient lieutenant général et inspecteur général de l'infanterie en Algérie, puis « pair de France » (membre de la Chambre des pairs) en 1848. Mis à la retraite par suite du décret du 17 avril 1848, il en est relevé par un autre décret du 10 octobre 1849.
Le 31 du même mois, il est nommé ministre de la guerre. Mis en cause pour sa nonchalance après les incidents au camp de Satory entre militaires pro et anti-bonapartistes, il donne sa démission le 22 octobre 1850 ; le gouvernement auquel il a participé continue néanmoins d'exercer le pouvoir jusqu'en janvier 1851.
Il se rend, en qualité de gouverneur général en Algérie. Deux ans plus tard, il est nommé membre de la commission législative et grand référendaire du Sénat.

## Décorations
- Grand-croix de la Légion d'honneur  le 11 décembre 1861, Chevalier de la Légion d'honneur le 27 décembre 1814 puis officier en avril 1821 et commandeur le 21 août 1823, élevé à la dignité de grand officier le 14 avril 1844[4];
- Médaille militaire (13 juin 1852)[5] ;
- Chevalier de Saint-Louis le 9 avril 1815 ;
- Décoré de l'ordre de Saint-Ferdinand d'Espagne depuis 1823, grand-croix de l'ordre de Charles III d'Espagne le 18 octobre 1830, du Nichan Iftikhar (Tunis) depuis le 23 février 1847, titulaire du grand-cordon de l'ordre de Léopold (Belgique) le 12 février 1850, grand-croix de l'ordre de Pie IX le 20 juin 1850 et grand-croix de l'ordre des Saints-Maurice-et-Lazare par le roi de Sardaigne, en 1850 également.

## Œuvre
- Mémoires du Général Marquis Alphonse d'Hautpoul, Paris, Librairie académique Didier, Perrin et Cie, 1906, présentation en ligne, lire en ligne.